# Grand Prix-wegrace van Oostenrijk 1978
De Grand Prix-wegrace van Oostenrijk 1978 was derde race van wereldkampioenschap wegrace in het seizoen 1978. De race werd verreden op 30 april 1978 op de Salzburgring nabij Salzburg. De Grand Prix trok ongeveer 100.000 toeschouwers.

## 500 cc
In Oostenrijk kwam Kenny Roberts na de eerste ronde pas als zevende door, maar hij reed een aantal zeer snelle ronden, nam een grote voorsprong en ging die daarna rustig consolideren. Zijn teamgenoot Johnny Cecotto kon hem niet volgen, maar wist wel de onderling strijdende teamgenoten Pat Hennen en Barry Sheene voor te blijven. Hennen viel later in de race uit en Barry Sheene eindigde de race als derde. Barry Sheene nam wel de leiding in het kampioenschap over.

### Uitslag 500
| Pos | Coureur               | Merk   | Tijd             | Punten |
| --- | --------------------- | ------ | ---------------- | ------ |
| 1   | Kenny Roberts         | Yamaha | 48' 30" 30       | 15     |
| 2   | Johnny Cecotto        | Yamaha | +16" 46          | 12     |
| 3   | Barry Sheene          | Suzuki | +46" 23          | 10     |
| 4   | Marco Lucchinelli     | Suzuki | +1' 13" 76       | 8      |
| 5   | Teuvo Länsivuori      | Suzuki | +1' 17" 34       | 6      |
| 6   | Michel Rougerie       | Suzuki | +1 ronde         | 5      |
| 7   | Wil Hartog            | Suzuki | +1 ronde         | 4      |
| 8   | Boet van Dulmen       | Suzuki | +1 ronde         | 3      |
| 9   | Gianfranco Bonera     | Suzuki | +1 ronde         | 2      |
| 10  | Bruno Kneubühler      | Suzuki | +1 ronde         | 1      |
| 11  | Philippe Coulon       | Suzuki | +1 ronde         |        |
| 12  | Leslie van Breda      | Suzuki | +1 ronde         |        |
| 13  | Helmut Kassner        | Suzuki | +1 ronde         |        |
| 14  | Jürgen Steiner        | Suzuki | +2 ronden        |        |
| 15  | Franz Heller          | Suzuki | +2 ronden        |        |
| 16  | Bosse Granath         | Suzuki | +2 ronden        |        |
| 17  | Markku Matikainen     | Suzuki | +2 ronden        |        |
| 18  | Franz Rau             | Suzuki | +2 ronden        |        |
| 19  | Michael Schmid        | Suzuki | +2 ronden        |        |
| DNF | Steve Baker           | Suzuki | val              |        |
| DNF | Virginio Ferrari      | Suzuki | motor            |        |
| DNF | Pat Hennen            | Suzuki | ontsteking       |        |
| DNF | John Newbold          | Suzuki | motor            |        |
| DNF | Alex George           | Suzuki | motor            |        |
| DNF | Takazumi Katayama     | Yamaha | motor            |        |
| DNF | Carlos de San Antonio | Suzuki | motor            |        |
| DNF | Werner Nenning        | Suzuki | motor            |        |
| DNF | Jean-Philippe Orban   | Suzuki | ongeval          |        |
| DNF | Steve Parrish         | Suzuki | koelwaterlekkage |        |
| DNF | Walter Villa          | Suzuki | motor            |        |
| DNF | Jack Middelburg       | Suzuki | motor            |        |
| DNF | Max Wiener            | Suzuki | motor            |        |
| DNF | Jon Ekerold           | Suzuki | motor            |        |
| DNF | Børge Nielsen         | Suzuki |                  |        |
| DNF | Hans Braumandl        | Suzuki |                  |        |

## 350 cc
34 Rijders kwalificeerden zich binnen vier seconden voor de Grand Prix van Oostenrijk, maar Walter Villa en Paolo Pileri slaagden daar niet in. Kork Ballington ging er met zijn Kawasaki KR 350 meteen na de start vandoor. Franco Uncini en Takazumi Katayama vochten nog een tijdje om de tweede plaats, tot Katayama wat vermogen miste en Uncini moest laten gaan. De race verloor daardoor al vroeg alle spanning, want de eerste posities veranderden niet meer.

### Uitslag 350 cc
| Pos | Coureur            | Merk       | Tijd       | Punten |
| --- | ------------------ | ---------- | ---------- | ------ |
| 1   | Kork Ballington    | Kawasaki   | 50' 38" 28 | 15     |
| 2   | Franco Uncini      | Yamaha     | +14" 37    | 12     |
| 3   | Takazumi Katayama  | Yamaha     | +18" 19    | 10     |
| 4   | Jon Ekerold        | Yamaha     | +46" 73    | 8      |
| 5   | Olivier Chevallier | Yamaha     | +59" 64    | 6      |
| 6   | Michel Rougerie    | Yamaha     | +1' 05" 34 | 5      |
| 7   | Gregg Hansford     | Kawasaki   | +1' 12" 82 | 4      |
| 8   | Pentti Korhonen    | Yamaha     | +1' 13" 94 | 3      |
| 9   | Victor Soussan     | Yamaha     | +1' 14" 11 | 2      |
| 10  | Gianfranco Bonera  | Yamaha     | +1' 14" 34 | 1      |
| 11  | Patrick Fernandez  | Yamaha     | +1' 14" 67 |        |
| 12  | Chas Mortimer      | Yamaha     | +1' 18" 98 |        |
| 13  | John Dodds         | Yamaha     | +1 ronde   |        |
| 14  | Edi Stöllinger     | Yamaha     | +1 ronde   |        |
| 15  | Michel Frutschi    | Yamaha     | +1 ronde   |        |
| 16  | Kenny Blake        | Yamaha     | +1 ronde   |        |
| 17  | Roland Freymond    | Yamaha     | +1 ronde   |        |
| 18  | Ernst Fagerer      | Yamaha     | +1 ronde   |        |
| 19  | Leslie van Breda   | Yamaha     | +1 ronde   |        |
| 20  | Josef Hage         | Yamaha     | +1 ronde   |        |
| 21  | Franco Solaroli    | Yamaha     | +1 ronde   |        |
| 22  | Peter Baláž        | Yamaha     | +1 ronde   |        |
| DNF | Pekka Nurmi        | Yamaha     |            |        |
| DNF | Christian Sarron   | Yamaha     |            |        |
| DNF | José Cecotto       | Yamaha     |            |        |
| DNF | Tom Herron         | Yamaha     |            |        |
| DNF | Richard Hubin      | Yamaha     |            |        |
| DNF | Leif Gustafsson    | Yamaha     |            |        |
| DNF | Bruno Kneubühler   | Yamaha     |            |        |
| DNF | Patrick Pons       | Yamaha     |            |        |
| DNF | Ray Quincey        | Yamaha     |            |        |
| DNF | János Drapál       | Yamaha     |            |        |
| DNF | Toni Mang          | Kawasaki   | val        |        |
| DNF | Mick Grant         | Kawasaki   |            |        |
| DNF | Paolo Pileri       | Morbidelli |            |        |
| DNF | Pierluigi Conforti | Morbidelli |            |        |

## 125 cc
Harald Bartol had in zijn thuisrace de kopstart, terwijl Pier Paolo Bianchi juist in het achterveld verzeild raakte. Eugenio Lazzarini had echter slechts enkele ronden nodig om weer aan de leiding te komen en de race te winnen. Bartol werd nog wel tweede en Bianchi wist zich nog naar de derde plaats te knokken.

### Uitslag 125 cc
| Pos | Coureur                | Merk       | Tijd       | Punten |
| --- | ---------------------- | ---------- | ---------- | ------ |
| 1   | Eugenio Lazzarini      | MBA        | 47' 23" 66 | 15     |
| 2   | Harald Bartol          | Morbidelli | +2" 23     | 12     |
| 3   | Pier Paolo Bianchi     | Minarelli  | +28" 74    | 10     |
| 4   | Thierry Espié          | Motobécane | +34" 18    | 8      |
| 5   | Pierluigi Conforti     | MBA        | +34" 70    | 6      |
| 6   | Per-Edvard Carlsson    | Morbidelli | +1' 01" 55 | 5      |
| 7   | Hans Müller            | Morbidelli | +1' 03" 98 | 4      |
| 8   | Matti Kinnunen         | Morbidelli | +1' 04" 69 | 3      |
| 9   | Jean-Louis Guignabodet | Morbidelli | +1' 11" 17 | 2      |
| 10  | Ricardo Tormo          | Bultaco    | +1' 14" 37 | 1      |
| 11  | Patrick Plisson        | Morbidelli | +1' 36" 00 |        |
| 12  | Thierry Noblesse       | Morbidelli | +1' 36" 30 |        |
| 13  | Stefan Dörflinger      | Morbidelli | +1 ronde   |        |
| 14  | Felice Agostini        | Morbidelli | +1 ronde   |        |
| 15  | Johann Parzer          | Morbidelli | +1 ronde   |        |
| 16  | Ernst Fagerer          | Morbidelli | +1 ronde   |        |
| 17  | August Auinger         | Morbidelli | +1 ronde   |        |
| DNF | Cees van Dongen        | Morbidelli |            |        |
| DNF | Maurizio Massimiani    | Morbidelli |            |        |
| DNF | Gert Bender            | Bender     |            |        |
| DNF | Rolf Blatter           | Morbidelli |            |        |
| DNF | Hans-Jürgen Hummel     | Morbidelli |            |        |
| DNF | Peter Baláž            | Morbidelli |            |        |
| DNF | Zbyněk Havrda          | Morbidelli |            |        |
| DNF | Walter Koschine        | Bender     |            |        |
| DNF | Aldo Pero              | Morbidelli |            |        |
| DNF | Bernd Schneider        | Bender     |            |        |
| DNF | Karl Fuchs             | Morbidelli |            |        |
| DNF | Clive Horton           | Morbidelli |            |        |
| DNF | Benga Johansson        | Morbidelli |            |        |
| DNF | Manfred Kugler         | Morbidelli |            |        |
| DNF | Hagen Klein            | Morbidelli |            |        |
| DNF | Michael Schmid         | Morbidelli |            |        |
| DNF | Claudio Lusuardi       | Morbidelli |            |        |
| DNF | Ángel Nieto            | Bultaco    |            |        |
| DNF | Iván Palazzese         | Morbidelli |            |        |

## Zijspanklasse
Josef "Sepp" Huber, de bakkenist van Rolf Steinhausen trainde nog voor de GP van Oostenrijk, maar moest vaststellen dat hij nog veel last had van de gevolgen van een verkeersongeluk in 1977. Zijn reactievermogen en de spiercontrole over een arm waren verminderd en hij besloot zijn carrière te beëindigen. 
Rolf Biland kwam nog niet met de "Beo Imagine 77 A" aan de start. Tijdens tests was hij nog niet helemaal tevreden over de plaatsing van de achterwielen en daarom kwam hij met de door Ernst Trachsel gebouwde TTM-Yamaha naar Oostenrijk. Het belette hem niet de wedstrijd te winnen. De combinatie Werner Schwärzel/Andreas Huber wist nog wel de strijd met Biland aan te gaan en reed zelfs de snelste raceronde, maar viel uit door een gebroken demper. Mac Hobson/Kenny Birch werden met hun Schmid-Yamaha tweede en Alain Michel/Stuart Collins met de Seymaz-Yamaha derde.

### Uitslag zijspanklasse
| Pos | Coureur              | Bakkenist            | Merk          | Tijd       | Punten |
| --- | -------------------- | -------------------- | ------------- | ---------- | ------ |
| 1   | Rolf Biland          | Kenneth Williams     | TTM-Yamaha    | 46' 19" 30 | 15     |
| 2   | Malcolm Hobson       | Kenny Birch          | Schmid-Yamaha | +17" 72    | 12     |
| 3   | Alain Michel         | Stuart Collins       | Seymaz-Yamaha | +17" 86    | 10     |
| 4   | George O'Dell        | Cliff Holland        | Schmid-Yamaha | +17" 86    | 8      |
| 5   | Bruno Holzer         | Karl Meierhans       | LCR-Yamaha    | +1' 21" 42 | 6      |
| 6   | Göte Brodin          | Per-Erik Wickström   | Windle-Yamaha | +1' 26" 83 | 5      |
| 7   | Wolfgang Stropek     | Karl Altrichter      | Schmid-Yamaha | +1 ronde   | 4      |
| 8   | Hermann Huber        | Bernhard Schappacher | König         |            | 3      |
| 9   | Klaus Sprengel       | Manfred Kürnsteiner  | Suzuki        |            | 2      |
| 10  | Otto Haller          | Rainer Gundel        | Yamaha        | +2 ronden  | 1      |
| 11  | Ernst Trachsel       | Andreas Stäger       | TTM-Suzuki    | +3 ronden  |        |
| 12  | Jock Taylor          | Lewis Ward           | Windle-Yamaha |            |        |
| 13  | Jean-François Monnin | Philippe Miserez     | Seymaz-Yamaha | +5 ronden  |        |
| DNF | Werner Schwärzel     | Andreas Huber        | ARO-Fath      | demper     |        |
| DNF | Rolf Steinhausen     | Wolfgang Kalauch     | Seymaz-Yamaha |            |        |
| DNF | Hermann Schmid       | Kenny Arthur         | Schmid-Yamaha |            |        |
| DNF | Walter Ohrmann       | Bernd Grube          | Yamaha        |            |        |
| DNF | Egbert Streuer       | Johan van der Kaap   | Schmid-Yamaha |            |        |
| DNF | Kalevi Rahko         | Kari Laatikainen     | Yamaha        |            |        |

1927 · 1928 · 1929 · 1930 · 1947 · 1948 · 1950 · 1951 · 1952 · 1953 · 1954 · 1955 · 1956 · 1957 · 1958 · 1959 · 1960 · 1961 · 1962 · 1963 · 1964 · 1965 · 1966 · 1967 · 1968 · 1969 · 1970 · 1971 · 1972 · 1973 · 1974 · 1975 · 1976 · 1977 · 1978 · 1979 · 1981 · 1982 · 1983 · 1984 · 1985 · 1986 · 1987 · 1988 · 1989 · 1990 · 1991 · 1993 · 1994 · 1996 · 1997 · 2016 · 2017 · 2018 · 2019 · 2020 · 2021 · 2022 · 2023 · 2024 · 2025